# Meijin 1965
Il Meijin 1965 è stata la quarta edizione del torneo goistico giapponese Meijin.

## Qualificazioni

### Torneo 1
|  | Quarti di finale  | Quarti di finale  | Quarti di finale  |                   |                   | Semifinali        | Semifinali | Semifinali |  |  | Finale | Finale | Finale |  |
|  |                   |                   |                   |                   |                   |                   |            |            |  |  |        |        |        |  |
|  | Shoji Sakakibara  | Shoji Sakakibara  | 1                 |                   |                   |                   |            |            |  |  |        |        |        |  |
|  | Shoji Sakakibara  | Shoji Sakakibara  | 1                 |                   |                   |                   |            |            |  |  |        |        |        |  |
|  | Dogen Handa       | Dogen Handa       | 0                 |                   |                   |                   |            |            |  |  |        |        |        |  |
|  | Dogen Handa       | Dogen Handa       | 0                 |                   | Shoji Sakakibara  | Shoji Sakakibara  | 1          |            |  |  |        |        |        |  |
|  |                   |                   |                   |                   | Shoji Sakakibara  | Shoji Sakakibara  | 1          |            |  |  |        |        |        |  |
|  |                   |                   | Yutaro Hayashi    | Yutaro Hayashi    | 0                 |                   |            |            |  |  |        |        |        |  |
|  | Yutaro Hayashi    | Yutaro Hayashi    | Yutaro Hayashi    | Yutaro Hayashi    | 0                 | 1                 |            |            |  |  |        |        |        |  |
|  | Yutaro Hayashi    | Yutaro Hayashi    |                   |                   |                   |                   |            |            |  |  |        |        |        |  |
|  | Reiki Magari      | Reiki Magari      | 0                 |                   |                   |                   |            |            |  |  |        |        |        |  |
|  | Reiki Magari      | Reiki Magari      | 0                 |                   | Shoji Sakakibara  | Shoji Sakakibara  | 1          |            |  |  |        |        |        |  |
|  |                   |                   |                   |                   |                   |                   |            |            |  |  |        |        |        |  |
|  |                   |                   | Shokichi Watanabe | Shokichi Watanabe | 0                 |                   |            |            |  |  |        |        |        |  |
|  | Shokichi Watanabe | Shokichi Watanabe | Shokichi Watanabe | Shokichi Watanabe | 0                 | 1                 |            |            |  |  |        |        |        |  |
|  | Shokichi Watanabe | Shokichi Watanabe |                   |                   |                   |                   |            |            |  |  |        |        |        |  |
|  | Utaro Hashimoto   | Utaro Hashimoto   | 0                 |                   |                   |                   |            |            |  |  |        |        |        |  |
|  | Utaro Hashimoto   | Utaro Hashimoto   | 0                 |                   | Shokichi Watanabe | Shokichi Watanabe | 1          |            |  |  |        |        |        |  |
|  |                   |                   |                   |                   | Shokichi Watanabe | Shokichi Watanabe | 1          |            |  |  |        |        |        |  |
|  |                   |                   | Kazutame Kaji     | Kazutame Kaji     | 0                 |                   |            |            |  |  |        |        |        |  |
|  | Kazutame Kaji     | Kazutame Kaji     | Kazutame Kaji     | Kazutame Kaji     | 0                 | 1                 |            |            |  |  |        |        |        |  |
|  | Kazutame Kaji     | Kazutame Kaji     |                   |                   |                   |                   |            |            |  |  |        |        |        |  |
|  | Norio Kudo        | Norio Kudo        | 0                 |                   |                   |                   |            |            |  |  |        |        |        |  |

### Torneo 2
|  | Quarti di finale  | Quarti di finale  | Quarti di finale |                |                | Semifinali     | Semifinali | Semifinali |  |  | Finale | Finale | Finale |  |
|  |                   |                   |                  |                |                |                |            |            |  |  |        |        |        |  |
|  | Shuzo Ohira       | Shuzo Ohira       | 1                |                |                |                |            |            |  |  |        |        |        |  |
|  | Shuzo Ohira       | Shuzo Ohira       | 1                |                |                |                |            |            |  |  |        |        |        |  |
|  | Etsuo Sukuki      | Etsuo Sukuki      | 0                |                |                |                |            |            |  |  |        |        |        |  |
|  | Etsuo Sukuki      | Etsuo Sukuki      | 0                |                | Shuzo Ohira    | Shuzo Ohira    | 1          |            |  |  |        |        |        |  |
|  |                   |                   |                  |                | Shuzo Ohira    | Shuzo Ohira    | 1          |            |  |  |        |        |        |  |
|  |                   |                   | Toshiro Yamabe   | Toshiro Yamabe | 0              |                |            |            |  |  |        |        |        |  |
|  | Hirotaka Sanno    | Hirotaka Sanno    | Toshiro Yamabe   | Toshiro Yamabe | 0              | 0              |            |            |  |  |        |        |        |  |
|  | Hirotaka Sanno    | Hirotaka Sanno    |                  |                |                |                |            |            |  |  |        |        |        |  |
|  | Toshiro Yamabe    | Toshiro Yamabe    | 1                |                |                |                |            |            |  |  |        |        |        |  |
|  | Toshiro Yamabe    | Toshiro Yamabe    | 1                |                | Shuzo Ohira    | Shuzo Ohira    | 1          |            |  |  |        |        |        |  |
|  |                   |                   |                  |                |                |                |            |            |  |  |        |        |        |  |
|  |                   |                   | Masao Sugiuchi   | Masao Sugiuchi | 0              |                |            |            |  |  |        |        |        |  |
|  | Tsunehiro Sumino  | Tsunehiro Sumino  | Masao Sugiuchi   | Masao Sugiuchi | 0              | 0              |            |            |  |  |        |        |        |  |
|  | Tsunehiro Sumino  | Tsunehiro Sumino  |                  |                |                |                |            |            |  |  |        |        |        |  |
|  | Masao Sugiuchi    | Masao Sugiuchi    | 1                |                |                |                |            |            |  |  |        |        |        |  |
|  | Masao Sugiuchi    | Masao Sugiuchi    | 1                |                | Masao Sugiuchi | Masao Sugiuchi | 1          |            |  |  |        |        |        |  |
|  |                   |                   |                  |                | Masao Sugiuchi | Masao Sugiuchi | 1          |            |  |  |        |        |        |  |
|  |                   |                   | Tatsuaki Iwaki   | Tatsuaki Iwaki | 0              |                |            |            |  |  |        |        |        |  |
|  | Tatsuaki Iwaki    | Tatsuaki Iwaki    | Tatsuaki Iwaki   | Tatsuaki Iwaki | 0              | 1              |            |            |  |  |        |        |        |  |
|  | Tatsuaki Iwaki    | Tatsuaki Iwaki    |                  |                |                |                |            |            |  |  |        |        |        |  |
|  | Yoshihiro Matsura | Yoshihiro Matsura | 0                |                |                |                |            |            |  |  |        |        |        |  |

### Torneo 3
|  | Quarti di finale | Quarti di finale | Quarti di finale |                 |               | Semifinali    | Semifinali | Semifinali |  |  | Finale | Finale | Finale |  |
|  |                  |                  |                  |                 |               |               |            |            |  |  |        |        |        |  |
|  | Ichiro Nabeshima |                  |                  |                 |               |               |            |            |  |  |        |        |        |  |
|  |                  |                  |                  |                 |               |               |            |            |  |  |        |        |        |  |
|  | Kaku Takagawa    | Kaku Takagawa    | 1                |                 |               |               |            |            |  |  |        |        |        |  |
|  | Kaku Takagawa    | Kaku Takagawa    | 1                |                 | Kaku Takagawa | Kaku Takagawa | 1          |            |  |  |        |        |        |  |
|  |                  |                  |                  |                 | Kaku Takagawa | Kaku Takagawa | 1          |            |  |  |        |        |        |  |
|  |                  |                  | Sunao Sato       | Sunao Sato      | 0             |               |            |            |  |  |        |        |        |  |
|  | Sunao Sato       | Sunao Sato       | Sunao Sato       | Sunao Sato      | 0             | 1             |            |            |  |  |        |        |        |  |
|  | Sunao Sato       | Sunao Sato       |                  |                 |               |               |            |            |  |  |        |        |        |  |
|  | Takeshi Sakai    | Takeshi Sakai    | 0                |                 |               |               |            |            |  |  |        |        |        |  |
|  | Takeshi Sakai    | Takeshi Sakai    | 0                |                 | Kaku Takagawa | Kaku Takagawa | 1          |            |  |  |        |        |        |  |
|  |                  |                  |                  |                 |               |               |            |            |  |  |        |        |        |  |
|  |                  |                  | Hideo Otake      | Hideo Otake     | 0             |               |            |            |  |  |        |        |        |  |
|  | Kakuo Ishike     | Kakuo Ishike     | Hideo Otake      | Hideo Otake     | 0             | 0             |            |            |  |  |        |        |        |  |
|  | Kakuo Ishike     | Kakuo Ishike     |                  |                 |               |               |            |            |  |  |        |        |        |  |
|  | Hideo Otake      | Hideo Otake      | 1                |                 |               |               |            |            |  |  |        |        |        |  |
|  | Hideo Otake      | Hideo Otake      | 1                |                 | Hideo Otake   | Hideo Otake   | 1          |            |  |  |        |        |        |  |
|  |                  |                  |                  |                 | Hideo Otake   | Hideo Otake   | 1          |            |  |  |        |        |        |  |
|  |                  |                  | Shuchi Kubouchi  | Shuchi Kubouchi | 0             |               |            |            |  |  |        |        |        |  |
|  | Shuchi Kubouchi  | Shuchi Kubouchi  | Shuchi Kubouchi  | Shuchi Kubouchi | 0             | 1             |            |            |  |  |        |        |        |  |
|  | Shuchi Kubouchi  | Shuchi Kubouchi  |                  |                 |               |               |            |            |  |  |        |        |        |  |
|  | Masami Shinohara | Masami Shinohara | 0                |                 |               |               |            |            |  |  |        |        |        |  |

## Torneo
- W indica vittoria col bianco
- B indica vittoria col nero
- X indica la sconfitta
- +R indica che la partita si è conclusa per abbandono
- +N indica lo scarto dei punti a fine partita
- +F indica la vittoria per forfeit
- +? indica una vittoria con scarto sconosciuto
- V indica una vittoria in cui non si conosce scarto e colore del giocatore

| Giocatore         | Hi.F. | G.S. | Ho.F. | S.H. | R.K. | S.O. | K.T. | S.S. | M.K. | Risultato | Note                    |
| ----------------- | ----- | ---- | ----- | ---- | ---- | ---- | ---- | ---- | ---- | --------- | ----------------------- |
| Hideyuki Fujisawa | –     | B+11 | W+2   | X    | X    | X    | B+R  | B+R  | +F   | 5-3       |                         |
| Go Seigen         | X     | –    | X     | X    | X    | X    | X    | X    | +F   | 1-7       | Retrocesso              |
| Hosai Fujisawa    | X     | B+3  | –     | W+6  | X    | W+?  | X    | B+R  | +F   | 5-3       |                         |
| Shoji Hashimoto   | B+5   | W+R  | X     | –    | X    | W+R  | W+R  | V    | +F   | 6-2       |                         |
| Rin Kaiho         | B+3   | W+R  | B+R   | W+4  | –    | W+R  | X    | B+5  | +F   | 7-1       | Qualificato alla finale |
| Shuzo Ohira       | W+R   | W+21 | X     | X    | X    | –    | W+R  | W+2  | +F   | 5-3       |                         |
| Kaku Takagawa     | X     | B+2  | W+R   | X    | B+5  | X    | –    | X    | +F   | 4-4       |                         |
| Shoji Sakakibara  | X     | B+2  | X     | X    | X    | X    | B+R  | –    | +F   | 3-5       | Retrocesso              |
| Minoru Kitani     | X(F)  | X(F) | X(F)  | X(F) | X(F) | X(F) | X(F) | X(F) | –    | 0-8       | Retrocesso              |

## Finale
La finale è stata una sfida al meglio delle sette partite.